# (73532) 2003 OF5
(73532) 2003 OF5 – planetoida z pasa głównego asteroid okrążająca Słońce w ciągu 5,41 lat w średniej odległości 3,08 j.a. Odkryta 22 lipca 2003 roku.